# Acuerdo de Ostrów

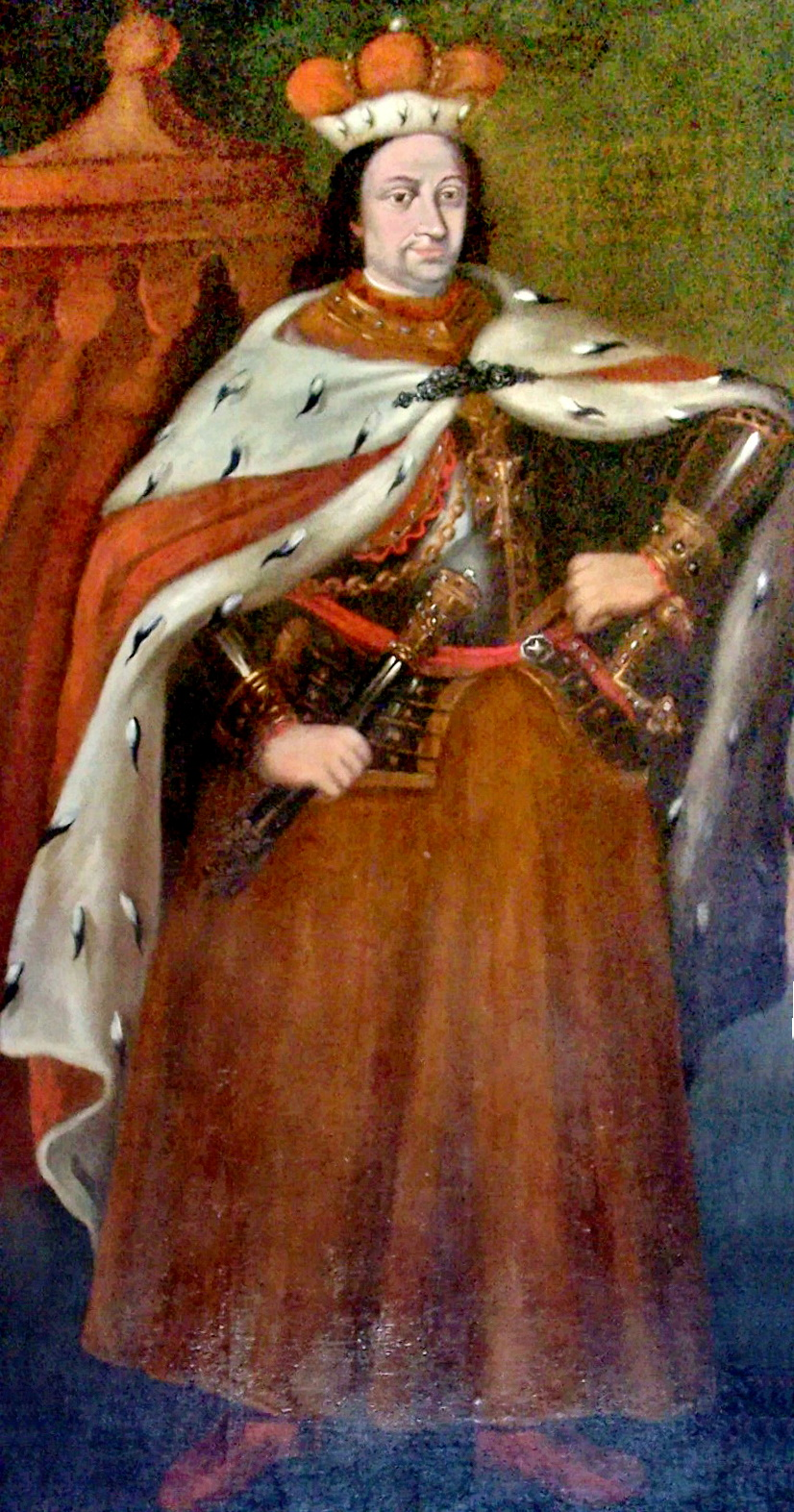
Vytautas el Grande, pintura del.

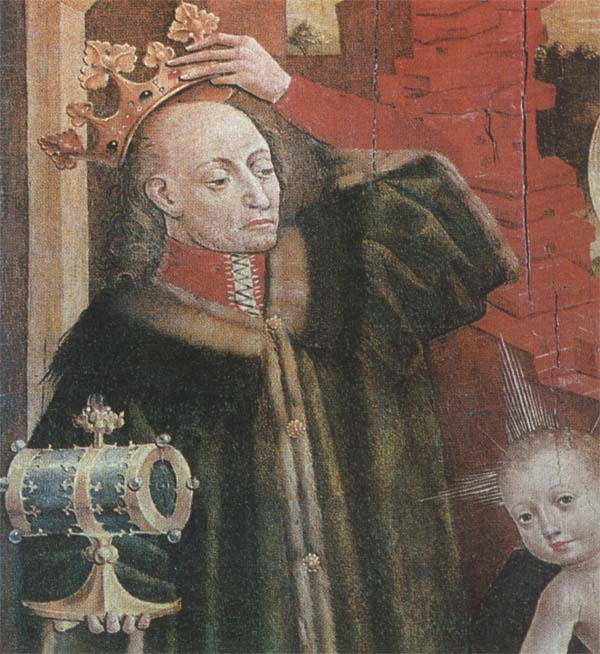
Presunta imagen de Jogaila, pintada alrededor de 1475-1480, Cracovia, Polonia.

El Acuerdo de Ostrów o Astrava (en lituano: Astravos sutartis, en bielorruso: Востраўскае пагадненне, en polaco: Ugoda w Ostrowie) fue un tratado entre Vladislao II de Polonia (Jogaila), Rey de Polonia y Gran Duque de Lituania y su primo Vitautas, el 4 de agosto de 1392. El tratado puso fin a la destructiva guerra civil lituana, iniciada en 1389 por Vitautas que esperaba obtener el poder político, y concluyó la lucha por el poder entre los dos primos que estalló en 1380 después de que Vladislao II de Polonia firmara en secreto el Tratado de Dovydiškės con los Caballeros Teutónicos. El Acuerdo de Ostrów no detuvo los ataques de los Caballeros Teutónicos y la disputa territorial sobre Samogitia que continuó hasta 1422. Según el tratado, Vitautas se convirtió en el gobernante de Lituania (llamado Gran Duque), pero también reconoció los derechos de Vladislao II de Polonia (Duque Supremo) a Lituania. Los detalles de la relación entre Polonia y Lituania se aclararon en varios tratados posteriores, entre ellos la Pacto de Vilna y Radom en 1401 y la Unión de Horodło en 1413.

## Contexto
En 1389, Vytautas comenzó una guerra civil contra Skirgaila, el regente impopular de Jogaila en Lituania. Skirgaila fue nombrado después de que Jogaila firmara la Unión de Krewo en 1385 y fuera coronado rey de Polonia en 1386. Los lituanos estaban insatisfechos con la creciente influencia polaca en Lituania. Vytautas prometió Samogitia a los Caballeros Teutónicos en recompensa por su asistencia militar. Sus ejércitos conjuntos hicieron frecuentes incursiones en Lituania; el ataque más grande se lanzó a principios del otoño de 1390, cuando Vilna estuvo sitiado durante cinco semanas. Los invasores lograron capturar el castillo torcido y convertir gran parte de los suburbios en ruinas, pero no pudieron tomar la ciudad. Ambas partes se dieron cuenta de que una victoria rápida sería imposible y las redadas devastaron el mismo país que intentaron gobernar.  Los nobles polacos estaban insatisfechos de que Jogaila prestara tanta atención a los asuntos lituanos y que la Unión de Krewo no trajera los resultados esperados.  En tal situación, Jogaila decidió buscar un compromiso con Vytautas.